# Elisabetta Carolina di Hannover
Elisabetta Carolina di Hannover (St. James's, 10 gennaio 1741 – Kew, 4 settembre 1759) fu un membro della famiglia reale britannica.

## Biografia
La Principessa Elisabetta Carolina nacque a Norfolk House, St James's Square, Londra. suo padre era il Principe del Galles, Federico di Hannover, figlio primogenito del Re inglese Giorgio II e di Carolina di Ansbach. Sua madre era invece Augusta di Sassonia-Coburgo-Gotha.
Ella venne battezzata venticinque giorni dopo la sua nascita a Norfolk House dal Vescovo di Oxford, Thomas Secker. Suoi padrini furono il Margravio di Brandeburgo-Ansbach (rappresentato da Lord Baltimore), la Regina di Danimarca (rappresentata da Anna, Viscontessa di Irvine) e la Duchessa di Sassonia-Gotha (zia materna, rappresentata da Lady Jane Hamilton).
In una lettera di Horace Walpole a Horatio Mann apprendiamo alcune note sulla sua personalità e sulla sua breve vita: ella morì di un'infezione intestinale nel giro di due giorni. La sua salute l'aveva però penalizzata sin da piccola e l'aveva resa sovente infelice, ma le sue qualità erano straordinarie. Di lei sappiamo inoltre dalla stessa lettera che era un'ottima attrice ed alla tenera età di 8 anni aveva già preso parte a spettacoli di gran classe alla corte, recitando meglio dei suoi fratelli e sorelle.
La Principessa Elisabetta Carolina morì il 4 settembre 1759 a Kew Palace a Londra, e venne sepolta nell'Abbazia di Westminster Abbey il 14 settembre.

## Ascendenza
|                                         |                                        |                                           | Genitori                                               |  |  | Nonni |  |  | Bisnonni                |  |  | Trisnonni                             |  |
|                                         |                                        |                                           |                                                        |  |  |       |  |  | Giorgio I d'Inghilterra |  |  | Ernesto Augusto di Brunswick-Lüneburg |  |
|                                         |                                        |                                           |                                                        |  |  |       |  |  | Giorgio I d'Inghilterra |  |  | Ernesto Augusto di Brunswick-Lüneburg |  |
|                                         |                                        | Sofia del Palatinato                      |                                                        |  |  |       |  |  | Giorgio I d'Inghilterra |  |  |                                       |  |
| Giorgio II d'Inghilterra                |                                        |                                           |                                                        |  |  |       |  |  | Giorgio I d'Inghilterra |  |  |                                       |  |
|                                         |                                        | Sofia Dorotea di Celle                    | Giorgio Guglielmo di Brunswick-Lüneburg                |  |  |       |  |  |                         |  |  |                                       |  |
|                                         |                                        | Sofia Dorotea di Celle                    | Giorgio Guglielmo di Brunswick-Lüneburg                |  |  |       |  |  |                         |  |  |                                       |  |
|                                         |                                        | Sofia Dorotea di Celle                    | Éléonore d'Esmier d'Olbreuse                           |  |  |       |  |  |                         |  |  |                                       |  |
| Federico di Hannover                    |                                        | Sofia Dorotea di Celle                    |                                                        |  |  |       |  |  |                         |  |  |                                       |  |
|                                         |                                        | Giovanni Federico di Brandeburgo-Ansbach  | Alberto II di Brandeburgo-Ansbach                      |  |  |       |  |  |                         |  |  |                                       |  |
|                                         |                                        | Giovanni Federico di Brandeburgo-Ansbach  | Alberto II di Brandeburgo-Ansbach                      |  |  |       |  |  |                         |  |  |                                       |  |
|                                         |                                        | Giovanni Federico di Brandeburgo-Ansbach  | Margherita Sofia di Oettingen-Oettingen                |  |  |       |  |  |                         |  |  |                                       |  |
| Carolina di Brandeburgo-Ansbach         |                                        | Giovanni Federico di Brandeburgo-Ansbach  |                                                        |  |  |       |  |  |                         |  |  |                                       |  |
|                                         |                                        | Giovanna Elisabetta di Baden-Durlach      | Federico VI di Baden-Durlach                           |  |  |       |  |  |                         |  |  |                                       |  |
|                                         |                                        | Giovanna Elisabetta di Baden-Durlach      | Federico VI di Baden-Durlach                           |  |  |       |  |  |                         |  |  |                                       |  |
|                                         |                                        | Giovanna Elisabetta di Baden-Durlach      | Cristina Maddalena del Palatinato-Zweibrücken-Kleeburg |  |  |       |  |  |                         |  |  |                                       |  |
| Elisabetta Carolina di Hannover         |                                        | Giovanna Elisabetta di Baden-Durlach      |                                                        |  |  |       |  |  |                         |  |  |                                       |  |
|                                         | Federico I di Sassonia-Gotha-Altenburg | Ernesto I di Sassonia-Coburgo-Altenburg   |                                                        |  |  |       |  |  |                         |  |  |                                       |  |
|                                         | Federico I di Sassonia-Gotha-Altenburg | Ernesto I di Sassonia-Coburgo-Altenburg   |                                                        |  |  |       |  |  |                         |  |  |                                       |  |
|                                         | Federico I di Sassonia-Gotha-Altenburg | Elisabetta Sofia di Sassonia-Altenburg    |                                                        |  |  |       |  |  |                         |  |  |                                       |  |
| Federico II di Sassonia-Gotha-Altenburg | Federico I di Sassonia-Gotha-Altenburg |                                           |                                                        |  |  |       |  |  |                         |  |  |                                       |  |
|                                         |                                        | Maddalena Sibilla di Sassonia-Weissenfels | Augusto di Sassonia-Weissenfels                        |  |  |       |  |  |                         |  |  |                                       |  |
|                                         |                                        | Maddalena Sibilla di Sassonia-Weissenfels | Augusto di Sassonia-Weissenfels                        |  |  |       |  |  |                         |  |  |                                       |  |
|                                         |                                        | Maddalena Sibilla di Sassonia-Weissenfels | Anna Maria di Meclemburgo-Schwerin                     |  |  |       |  |  |                         |  |  |                                       |  |
| Augusta di Sassonia-Gotha-Altenburg     |                                        | Maddalena Sibilla di Sassonia-Weissenfels |                                                        |  |  |       |  |  |                         |  |  |                                       |  |
|                                         |                                        | Carlo Guglielmo di Anhalt-Zerbst          | Giovanni VI di Anhalt-Zerbst                           |  |  |       |  |  |                         |  |  |                                       |  |
|                                         |                                        | Carlo Guglielmo di Anhalt-Zerbst          | Giovanni VI di Anhalt-Zerbst                           |  |  |       |  |  |                         |  |  |                                       |  |
|                                         |                                        | Carlo Guglielmo di Anhalt-Zerbst          | Sofia Augusta di Holstein-Gottorp                      |  |  |       |  |  |                         |  |  |                                       |  |
| Maddalena Augusta di Anhalt-Zerbst      |                                        | Carlo Guglielmo di Anhalt-Zerbst          |                                                        |  |  |       |  |  |                         |  |  |                                       |  |
|                                         |                                        | Sofia di Sassonia-Weissenfels             | Augusto di Sassonia-Weissenfels                        |  |  |       |  |  |                         |  |  |                                       |  |
|                                         |                                        | Sofia di Sassonia-Weissenfels             | Augusto di Sassonia-Weissenfels                        |  |  |       |  |  |                         |  |  |                                       |  |
|                                         |                                        | Sofia di Sassonia-Weissenfels             | Anna Maria di Meclemburgo-Schwerin                     |  |  |       |  |  |                         |  |  |                                       |  |
|                                         |                                        | Sofia di Sassonia-Weissenfels             |                                                        |  |  |       |  |  |                         |  |  |                                       |  |